# Emanuel Samuel

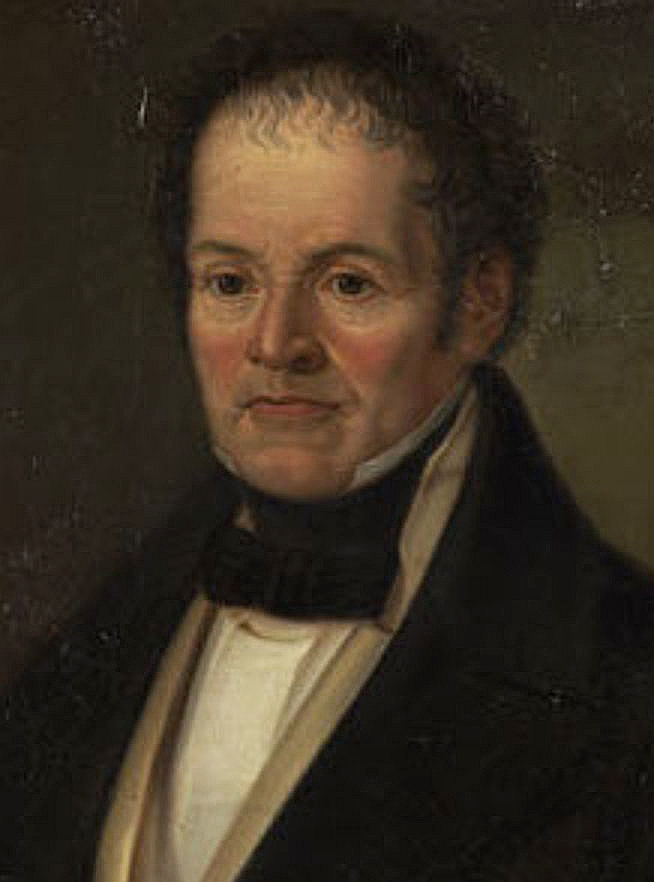
Emanuel Osmund

Emanuel Samuel, auch Emanuel Mandel Samuel jr., ab 1814 Emanuel Osmund, hebräisch Menachem ben Schmuel (geb. 6. Juni 1766 in Altenkunstadt; gest. 24. Oktober 1842 in Bayreuth) war ein jüdischer Bankier, Kaufmann und Gelehrter, der zu den langjährigen Freunden und Förderern des romantischen Dichters Jean Paul zählte. 

## Leben

### Herkunft und Jugend
Samuel war der Sohn des Händlers Samuel Enzel (1733–1814) aus Uehlfeld bei Erlangen und dessen Ehefrau Rösel (1736–1808; auch: Rösle, Tochter des Mendel Segal). Die Familie zog 1767 nach Bayreuth, wo der Vater als Hausierer unter dem Namen „Bänder-Schmul“ bekannt wurde und es zu Wohlstand brachte. Sohn Samuel handelte zunächst selbst „mit schneidenden Waaren“ und wohnte in Bayreuth bei einem Schuhmacher Hering zur Miete. Der sehr gut aussehende, geschäftstüchtige, gebildete, aber im Umgang ruppige Samuel, auch Mandel Samuel jr. genannt, traf sich am 22. Februar 1793 mit der Tochter des Freiherrn Johann Christoph Heinrich Wilhelm von Lindenfels in dessen Haus. Die angetrunkenen Söhne des Adeligen, beide Offiziere, waren darüber empört, griffen zu ihren Säbeln und verletzten den Juden so schwer, dass er in Lebensgefahr schwebte. Er blieb aufgrund der Misshandlung zeitlebens schwerhörig und auf ein Hörrohr angewiesen. Der nachfolgende Prozess wegen Beleidigung und Misshandlung zog sich über sechs Jahre bis 1799 hin und wurde in letzter Instanz sogar vor den preußischen König Friedrich Wilhelm III. gebracht. Der Anwalt von Samuel, Philipp Heinrich Nürnberger (auch: Nürmberger) machte sich dabei angeblich durch eigene Schuld „untüchtig zum Prozess“ (Näheres ist nicht bekannt) und schadete dadurch seinem Mandanten erheblich. Offensichtlich wurde Samuel Opfer eines antisemitisch motivierten Übergriffs und eines nachfolgenden Justizskandals.

### Familie und Geschäfte
1799 erhielt Samuel einen Schutzbrief in Bayreuth und durfte daraufhin Haus und Grundstücke erwerben. Er wohnte in der Friedrichstraße 8. Mit einem geschätzten Vermögen von 60.000 Gulden, das er durch Wechselgeschäfte erworben hatte, gehörte er zu den reichsten Bürgern der Stadt und des Fürstentums. Aufgrund des bayerischen Judenedikts (1813) mussten alle Juden einen unveränderlichen Familiennamen annehmen. Der Dichter Jean Paul machte seinem langjährigen Freund und Vertrauten Emanuel in einer eiligen Nachricht vom 26. November 1813 mehrere Vorschläge „altdeutscher“ Namen (u. a. Ewald, Ernst, Odo, Friedanol, Erdrik, Adwin, Athulf) aus denen dieser offenbar innerhalb von 24 Stunden Osmund wählte („Beschützer“, entspricht dem angelsächsischen Osmond – Beschützer des Hauses). Offenbar hatte Jean Paul mit ironischer Absicht auf „altdeutsche“ Namen zurückgegriffen, denn am 28. November 1813 schrieb er an Samuel: „Lieb wär es mir sehr, wenn die Behörden Sie anfielen und befragten, warum Sie denn keinen ordentlichen deutschen Namen gewählt, sondern einen fremden“? Mit Bezug auf seinen in Bayreuth geläufigen Geschäfts-Namen „Mandel“ legte Samuel gern symbolisch Mandeln bei, wenn er an Jean Paul schrieb oder Geld schickte. Am 26. November 1816, im Alter von 50 Jahren, heiratete Samuel die 1790 in Fürth geborene Flora Blümle (geb. 1790), Tochter des Gabriel Hirsch Benda aus Galizien. Beide hatten mehrere Kinder: Therese Rösel (geb. 1817), Benno Bendit (geb. 1818), Henriette (geb. 1820), Ida Jettel (geb. 1820), Adelgunde Rachel Chaja (geb. 1823) und Samuel Leopold (geb. 1826). Ida Jettel  heiratete den in Mainz, später in Berlin lebenden Reformrabbiner Joseph Aub. 
Samuel betrieb Immobiliengeschäfte im großen Stil. 1815 erwarb er von dem überschuldeten Adeligen Friedrich Wilhelm von Aufseß die Rittergüter Weiher, Neidenstein, Freienfels und Kainach. Um die damit verbundene Gerichtshoheit zu erlangen, beantragte der Kaufmann 1819 vergeblich die Erhebung in den Adelsstand. Im oberfränkischen Döhlau soll er dafür gesorgt haben, dass aus Ödland fruchtbare Ackerflächen wurden, was 1817 eine Hungersnot gemildert haben soll. Auch von der Zerschlagung des Klosterguts Scheyern bei Pfaffenhofen an der Ilm soll Samuel 1832 profitiert haben. Er starb im Alter von 77 Jahren an „Schlagfluss infolge des Marasmus“.

### Freundschaft mit Jean Paul
Im September 1793 machte der Schriftsteller Jean Paul Friedrich Richter bei einem Aufenthalt in Bayreuth die Bekanntschaft Emanuel Samuels. In seinem ersten Brief an Samuel vom 30. Oktober 1794 schrieb der Dichter: „Es thut meiner armen Seele wohl, dass Sie mich lesen, Lieber! Ich und Sie gehören zusammen – unsere Bekanntschaft ist kurz, aber unsere Verwandtschaft ist ewig. Meine Seele ist nicht Widerhall der Ihrigen, sondern Echo und Klang fließen zusammen, wenn sie nahe aneinander sind, in der Physik und in der Freundschaft“. Jean Paul wies Samuel darauf hin, dass er die Person seines Romans Hesperus oder 45 Hundsposttage, dem seine „größte Liebe“ gehöre, Emanuel genannt habe. Der Kaufmann soll zunächst mit „schüchterner Zurückhaltung“ auf Jean Paul reagiert haben, wurde aber bald dessen enger Freund und Förderer. So lieferte Samuel dem Dichter an dessen Aufenthaltsorten Coburg und Meiningen regelmäßig Bayreuther Bier und bezahlte Kleidung, Wohnung, ja sogar Papier und Schreibfedern. Außerdem war Samuel Ratgeber Jean Pauls in allen finanziellen und familiären Angelegenheiten, weniger in literarischen (dafür war Georg Christian Otto zuständig, der zweite enge Freund des Dichters). Die beiden wechselten über dreißig Jahre hinweg, bis zu Jean Pauls Tod im Jahr 1825 (er verstarb im Beisein Emanuel Osmunds), zahlreiche Briefe und besuchten einander beinahe täglich, nachdem der Schriftsteller 1804 nach Bayreuth gezogen war. 1803 nannte Jean Paul seinen Sohn nach dem Freund: Maximilian Ernst Emanuel Richter. Einen regelmäßigen Meinungsaustausch pflegte der vielseitig interessierte Samuel überdies mit Johann Gottfried Herder, dem Philologen und Violinisten Paul Emil Thieriot und dem Juristen und Diplomaten Karl August von Wangenheim. 

### Grabinschrift
Auf dem Grabstein von Emanuel Samuel ist folgender, teilweise von ihm selbst verfasster hebräischer Lobspruch zu lesen: 
„Hier ruht ein weiser Mann, voller Erkenntnis und den Ewigen ehrfürchtend, Milde und Wahrheit in seinem Herzen, Gerechtigkeit und Treue sein Weg; es ist der Liebenswerte, der Meister, Herr Menachem, Sohn des Schmuel, genannt Emanuel Osmund welcher starb Tag 2, 20. Cheschvan 603. Weinet nicht um diesen Toten, ›denn er ging ein zum Frieden, ruht auf seinem Lager‹, weinet um den Toren, denn sein Leben ist ein übles Leben. Dies, so der Befehl aus deinem Munde, soll geschrieben werden auf dein Grabmal. Wenn auch dieser Stein deine Taten nicht verkündet, so ist doch in die Herzenstafeln der Menschen dein Andenken eingraviert. Sie erzählen von deinem übergroßen Lob, darum ist Schweigen gut, es gereiche dir zum Ruhme. Es sei seine Seele eingebunden in das Bündel des Lebens.“